# Gaston Duché de Bricourt
Pour les articles homonymes, voir Bricourt.
Gaston Duché de Bricourt est un officier français, né le 14 février 1914 à Poitiers et mort pour la France le 9 juin 1942, à la Bataille de Bir Hakeim, en combattant au sein des Forces françaises libres, sous le commandement du général Koenig, au cours de la Guerre du désert, face à l'Afrika Korps dirigée par le général Erwin Rommel.
Il est compagnon de la Libération.

## Biographie
Gaston Duché de Bricourt est né dans une famille d'ancienne bourgeoisie originaire du Nivernais, issue de Gérard Duché, né en 1595, procureur fiscal en la Cour du Parlement de Paris.
Il est le fils de Jehan Duché de Bricourt (1878-1964) , ancien maire de Guignen, dans le département d'Ille-et-Vilaine et d'Anna Le Bastart de Villeneuve. C'est dans la commune de Guignen que sa dépouille mortelle a été inhumée après la Libération de la France.

## Carrière
Saint-cyrien (Promotion du roi Alexandre Ier [1934-1936]), Gaston Duché de Bricourt sert comme sous-lieutenant au 2e régiment d'infanterie coloniale, puis au bataillon de tirailleurs sénégalais n° 6 à Ouagadougou.
Il s'engage dans les Forces françaises libres, accompagnant ses tirailleurs en juillet 1940. Promu capitaine le mois suivant, il rencontre le commandant Leclerc et le commandant Parant.
À la tête de sa compagnie, il participe à la campagne de Syrie en juin 1941. Il est ensuite affecté comme officier adjoint du colonel Félix Broche. Il prend part à la campagne de Libye et se montre très actif au cours des opérations des Jock columns (en) autour de la position de Bir Hakeim, avant le début de l'offensive des forces de l'Axe le 27 mai 1942.
Début juin 1942, il prend part à une opération offensive en avant ligne, à Rotunda Segnali, sous une forte opposition de l'aviation ennemie, avec le bataillon du Pacifique.
Lors de la bataille de Bir Hakeim, il a la charge du commandement de l'observatoire du bataillon du Pacifique sous les bombardements.
Il meurt, avec le colonel Broche, le 9 juin 1942, dans le bombardement du P.C. du bataillon.

## Décorations
- Chevalier de la Légion d'honneur
- Compagnon de la Libération à titre posthume par décret du 27 Mai 1943
- Croix de guerre 1939–1945, palme de bronze